# 장흥대로
장흥대로(Jangheung-daero)는 전라남도 장흥군 대덕읍 하분교와 유치면 반월리를 잇는 전라남도의 도로이다. 대부분 구간이 국도 제23호선에 속한다.

## 역사
- 1981년 8월 17일 : 국도로 승격된 강진군 강진읍 동성리 ~ 장흥군 장흥읍 충렬리 66.35km 구간, 장흥군 장흥읍 건산리 ~ 나주군 영산포읍 산정리 50.65km 구간 개통[1]
- 1999년 3월 31일 : 대덕우회도로(장흥군 대덕읍 잠두리 ~ 연지리) 3.14km 구간 개통[2]
- 2001년 1월 15일 : 장흥우회도로(장흥군 장흥읍 건산리 ~ 행원리) 1.54km 구간 개통, 기존 장흥읍 통과 구간 폐지[3]
- 2001년 4월 11일 : 관산우회도로(장흥군 관산읍 죽교리 ~ 옥당리) 2.5km 구간 개통, 기존 장흥군 용산면 녹원리 ~ 관산읍 옥당리 2.41km 구간 폐지[4]
- 2004년 3월 31일 : 장흥군 탐진댐 완공으로 14.14km 구간 이설.[5]
- 2009년 7월 3일 : 2개 이상 시·군에 걸쳐 있는 광역도로로 장흥대로를 고시[6]

## 주요 경유지
전라남도
- 장흥군 (대덕읍 · 관산읍 · 용산면 · 장흥읍 · 부산면 · 유치면)

## 노선
| 이름                        | 접속 노선                                                   | 소재지        | 소재지                                                       | 비고                                            |
| 청자로와 직결               | 청자로와 직결                                               | 청자로와 직결 | 청자로와 직결                                                | 청자로와 직결                                   |
| --------------------------- | ----------------------------------------------------------- | ------------- | ------------------------------------------------------------ | ----------------------------------------------- |
| (분토)                      | 분토로                                                      | 장흥군        | 대덕읍                                                       | 국도 제23, 77호선 구간                          |
| 신리삼거리                  | 신리용암로                                                  | 장흥군        | 대덕읍                                                       | 국도 제23, 77호선 구간                          |
| 원무덤재                    |                                                             | 장흥군        | 대덕읍                                                       | 국도 제23, 77호선 구간                          |
| (이름 없음)                 | 도청신월로                                                  | 장흥군        | 대덕읍                                                       | 국도 제23, 77호선 구간                          |
| 도청교 대덕교               |                                                             | 장흥군        | 대덕읍                                                       | 국도 제23, 77호선 구간                          |
| 연지 교차로 (연지교)        | 지방도 제819호선 (회진로)                                   | 장흥군        | 대덕읍                                                       | 국도 제23, 77호선 구간                          |
| (이름 없음)                 | 대대로                                                      | 장흥군        | 대덕읍                                                       | 국도 제23, 77호선 구간                          |
| 관흥삼거리                  | 관흥회진로                                                  | 장흥군        | 관산읍                                                       | 국도 제23, 77호선 구간                          |
| 수동 교차로                 |                                                             | 장흥군        | 관산읍                                                       | 국도 제23, 77호선 구간                          |
| 삼산 교차로                 | 삼산로                                                      | 장흥군        | 관산읍                                                       | 국도 제23, 77호선 구간                          |
| 외동터널                    |                                                             | 장흥군        | 관산읍                                                       | 국도 제23호선 구간 국도 제77호선 구간 연장 326m |
| 평촌 교차로                 | 장흥대로                                                    | 장흥군        | 관산읍                                                       | 국도 제23호선 구간 국도 제77호선 구간           |
| 산저 교차로                 | 방촌산저길                                                  | 장흥군        | 관산읍                                                       | 국도 제23호선 구간 국도 제77호선 구간           |
| 호산삼거리                  | 방촌대평길                                                  | 장흥군        | 관산읍                                                       | 국도 제23호선 구간 국도 제77호선 구간           |
| 천관산 교차로               | 관산로 천관산길                                             | 장흥군        | 관산읍                                                       | 국도 제23호선 구간 국도 제77호선 구간           |
| 죽교 교차로                 | 지방도 제827호선 (정남진로)                                 | 장흥군        | 관산읍                                                       | 국도 제23호선 구간 국도 제77호선 구간           |
| 관산교                      |                                                             | 장흥군        | 관산읍                                                       | 국도 제23호선 구간 국도 제77호선 구간           |
| 솔치재                      |                                                             | 장흥군        | 관산읍                                                       | 국도 제23호선 구간 국도 제77호선 구간           |
| 용산면                      |                                                             | 장흥군        |                                                              | 국도 제23호선 구간 국도 제77호선 구간           |
| 솔치재 교차로               | 관산로                                                      | 장흥군        |                                                              | 국도 제23호선 구간 국도 제77호선 구간           |
| 녹원교                      |                                                             | 장흥군        |                                                              | 국도 제23호선 구간 국도 제77호선 구간           |
| 녹원리                      | 국도 제23호선 (용산우회도로)                                | 장흥군        |                                                              | 국도 제23호선 구간 국도 제77호선 구간           |
| (월림)                      | 조선백자길                                                  | 장흥군        | 국도 제77호선 구간                                           |                                                 |
| 월림교                      |                                                             | 장흥군        | 국도 제77호선 구간                                           |                                                 |
| 월림 교차로                 | 국도 제23호선 (용산우회도로)                                | 장흥군        | 국도 제77호선 구간                                           |                                                 |
| 접정삼거리                  | 접정남포로                                                  | 장흥군        | 국도 제77호선 구간                                           |                                                 |
| 접정교                      |                                                             | 장흥군        | 국도 제77호선 구간                                           |                                                 |
| 용산삼거리                  | 국도 제77호선 (용안로)                                      | 장흥군        | 국도 제77호선 구간                                           |                                                 |
| 어산 교차로                 | 국도 제23호선 (용산우회도로) (용산 ~ 장흥간 도로)           | 장흥군        |                                                              |                                                 |
| 어산리                      | 국도 제23호선 (용산 ~ 장흥간 도로)                          | 장흥군        | 국도 제23호선 구간                                           |                                                 |
| 어동 교차로                 | 국도 제23호선 (용산 ~ 장흥간 도로)                          | 장흥군        | 국도 제23호선 구간                                           |                                                 |
| 자울재                      |                                                             | 장흥군        |                                                              |                                                 |
| 장흥읍                      |                                                             | 장흥군        |                                                              |                                                 |
| 덕제 교차로                 | 국도 제23호선 (용산 ~ 장흥간 도로) 군장로                   | 장흥군        | 국도 제23호선 구간                                           |                                                 |
| 순지교                      |                                                             | 장흥군        | 국도 제23호선 구간                                           |                                                 |
| 순지 교차로                 | 국도 제2호선 국도 제18호선 국가지원지방도 제55호선 (녹색로) | 장흥군        | 국도 제23호선 구간 국가지원지방도 제55호선 구간              |                                                 |
| 순지삼거리                  | 진흥로                                                      | 장흥군        | 국도 제23호선 구간 국가지원지방도 제55호선 구간              |                                                 |
| 충열삼거리                  | 지방도 제835호선 (장강로)                                   | 장흥군        | 국도 제23호선 구간 국가지원지방도 제55호선 구간              |                                                 |
| 장흥공설운동장              | 읍성로                                                      | 장흥군        | 국도 제23호선 구간 국가지원지방도 제55호선 구간              |                                                 |
| 신남외리삼거리              | 칠거리예양로                                                | 장흥군        | 국도 제23호선 구간 국가지원지방도 제55호선 구간              |                                                 |
| 장흥대교                    |                                                             | 장흥군        | 국도 제23호선 구간 국가지원지방도 제55호선 구간              |                                                 |
| 건산5구삼거리               | 홍성로 평화신기1길                                          | 장흥군        | 국도 제23호선 구간 국가지원지방도 제55호선 구간              |                                                 |
| 장흥교사거리                | 장흥로 칠거리예양로                                         | 장흥군        | 국도 제23호선 구간 국가지원지방도 제55호선 구간              |                                                 |
| 건산7구삼거리               | 북부로                                                      | 장흥군        | 국도 제23호선 구간 국가지원지방도 제55호선 구간              |                                                 |
| 장흥3교                     | 행원강변길                                                  | 장흥군        | 국도 제23호선 구간 국가지원지방도 제55호선 구간              |                                                 |
| 행원리                      | 산단로 잣두1길                                              | 장흥군        | 국도 제23호선 구간 국가지원지방도 제55호선 구간              |                                                 |
| 잣두삼거리                  | 동교로                                                      | 장흥군        | 국도 제23호선 구간 국가지원지방도 제55호선 구간              |                                                 |
| 장흥 나들목 (장흥IC 교차로) | 10호선 남해고속도로                                         | 장흥군        | 국도 제23호선 구간 국가지원지방도 제55호선 구간              |                                                 |
| 부산교                      |                                                             | 장흥군        | 국도 제23호선 구간 국가지원지방도 제55호선 구간              |                                                 |
| 부산면                      |                                                             | 장흥군        | 국도 제23호선 구간 국가지원지방도 제55호선 구간              |                                                 |
| 부산사거리                  | 내안구룡길 지동1길                                          | 장흥군        | 국도 제23호선 구간 국가지원지방도 제55호선 구간              |                                                 |
| 부산육교 유양육교           |                                                             | 장흥군        | 국도 제23호선 구간 국가지원지방도 제55호선 구간              |                                                 |
| 심천삼거리                  | 심천공원길                                                  | 장흥군        | 국도 제23호선 구간 국가지원지방도 제55호선 구간              |                                                 |
| 심천교                      |                                                             | 장흥군        | 국도 제23호선 구간 국가지원지방도 제55호선 구간              |                                                 |
| 지천삼거리                  | 지천길                                                      | 장흥군        | 국도 제23호선 구간 국가지원지방도 제55호선 구간              |                                                 |
| 지천교                      |                                                             | 장흥군        | 국도 제23호선 구간 국가지원지방도 제55호선 구간              |                                                 |
| 지천터널                    |                                                             | 장흥군        | 국도 제23호선 구간 국가지원지방도 제55호선 구간 연장 935m    |                                                 |
| 지천터널                    | 유치면                                                      | 장흥군        | 국도 제23호선 구간 국가지원지방도 제55호선 구간 연장 935m    |                                                 |
| 늑룡삼거리                  | 지방도 제820호선 (피재로)                                   | 장흥군        | 국도 제23호선 구간 국가지원지방도 제55호선 구간              |                                                 |
| 늑룡교 덕산교               |                                                             | 장흥군        | 국도 제23호선 구간 국가지원지방도 제55호선 구간              |                                                 |
| (피암터널)                  |                                                             | 장흥군        | 국도 제23호선 구간 국가지원지방도 제55호선 구간 연장 약 125m |                                                 |
| 마정삼거리                  | 마정길                                                      | 장흥군        | 국도 제23호선 구간 국가지원지방도 제55호선 구간              |                                                 |
| 신풍삼거리                  | 신풍신덕로 유치로                                           | 장흥군        | 국도 제23호선 구간 국가지원지방도 제55호선 구간              |                                                 |
| 조양교                      |                                                             | 장흥군        | 국도 제23호선 구간 국가지원지방도 제55호선 구간              |                                                 |
| 반월리                      | 유치로                                                      | 장흥군        | 국도 제23호선 구간 국가지원지방도 제55호선 구간              |                                                 |
| 관동 교차로                 | 밤재로                                                      | 장흥군        | 국도 제23호선 구간 국가지원지방도 제55호선 구간              |                                                 |
| 영나로와 직결               |                                                             |               |                                                              |                                                 |

## 주요 건물 및 시설
- 신리보건진료소 (전라남도 장흥군 대덕읍 장흥대로 76)
- 관산남초등학교 (전라남도 장흥군 관산읍 장흥대로 1350)
- 방촌유물전시관 (전라남도 장흥군 관산읍 장흥대로 1645)
- 용산초등학교 (전라남도 장흥군 용산면 장흥대로 2439-1)
- 용산파출소 (전라남도 장흥군 용산면 장흥대로 2459)
- 용산면 행정복지센터, 용산119지역대 (전라남도 장흥군 용산면 장흥대로 2467)
- 용산보건지소 (전라남도 장흥군 용산면 장흥대로 2476)
- 용산다목적회관 (전라남도 장흥군 용산면 장흥대로 2488)
- 장흥교도소 (전라남도 장흥군 용산면 장흥대로 2667)
- 장흥가축시장 (전라남도 장흥군 장흥읍 장흥대로 3254)
- 장흥남초등학교 (전라남도 장흥군 장흥읍 장흥대로 3298)